# Папа Стефан III
Папа Стефан III (лат. Stephanus Tertius; 1. фебруар 772.) је био 94. папа од 7. августа 767. до 1. фебруара 772.